# 펠릭스 괴체
펠릭스 괴체(독일어: Felix Götze, 1998년 2월 11일 ~ )는 독일의 축구 선수로, 마리오 괴체의 동생이다.